# Hoplobatrachus rugulosus
Hoplobatrachus rugulosus är en groddjursart som först beskrevs av Wiegmann 1834.  Hoplobatrachus rugulosus ingår i släktet Hoplobatrachus och familjen Dicroglossidae. IUCN kategoriserar arten globalt som livskraftig. Inga underarter finns listade i Catalogue of Life.